# Lịch sử Bengal
Lịch sử Bengal bao gồm Bangladesh ngày nay và Tây Bengal ở phần phía đông của tiểu lục địa Ấn Độ, ở đỉnh của vịnh Bengal và bị chi phối bởi vùng đồng bằng sông Hằng màu mỡ. Sự tiến bộ của nền văn minh ở Bengal có từ bốn thiên niên kỷ. [1] Vùng này được biết đến với người Hy Lạp cổ đại và người La Mã như là Gangaridai. Sông Hằng và sông Brahmaputra hoạt động như những cái mốc địa lý của khu vực, nhưng cũng nối nó với Tiểu Lục địa Ấn Độ rộng hơn. Bengal đôi khi đóng vai trò quan trọng trong lịch sử Tiểu Lục địa Ấn Độ.
Lịch sử ban đầu của khu vực này bao gồm sự tiếp nối các đế quốc Ấn Độ, tranh cãi nội bộ, và một cuộc tranh giành giữa Hindu giáo và Phật giáo để thống trị. Bengal cổ là địa điểm của nhiều Janapadas (vương quốc) chính, trong khi các thành phố sớm nhất có từ thời kỳ Vệ Đà. Là một cường quốc hàng hải, và là hải cảng mậu dịch hàng hóa của Con đường tơ lụa lịch sử, Bengal cổ, đã thành lập các thuộc địa trên các hòn đảo Ấn Độ Dương và ở Đông Nam Á, có mối quan hệ thương mại chặt chẽ với Ba Tư, Ả rập và Địa Trung Hải tập trung vào hàng dệt may bằng bông vải lụa sinh lợi của mình. Vùng này là một phần của một số đế quốc liên Ấn Độ cổ, bao gồm Mauryans và Guptas. Nó cũng là một pháo đài của các vương quốc khu vực. Thành Gauda phục vụ như là thủ đô của Vương quốc Gauda, Đế chế Pala Phật giáo (thế kỷ thứ 8 đến 11) và Đế chế Hindu Sena (thế kỷ XI - XII). Thời đại này đã chứng kiến sự phát triển của ngôn ngữ, kịch bản, âm nhạc, nghệ thuật và kiến trúc Bengali.
Từ thế kỷ 13 trở đi, khu vực này được kiểm soát bởi Vương triều Hồi giáo Bengal, các vua Hindu Rajas  và các điền chủ Baro-Bhuyan. Trong giai đoạn Trung cổ và đầu thời hiện đại, Bengal là quê hương của nhiều vương quốc Hindu thời trung cổ, bao gồm Vương quốc Koch, Vương quốc Mallabhum, Vương quốc Bhurshut và Vương quốc Tripura; vương quốc Hindu Rajas mạnh mẽ như Pratapaditya và Raja Sitaram Ray. Vào cuối những năm 16 và đầu thế kỷ 17, Isa Khan, một lãnh đạo Hồi giáo Rajput, lãnh đạo các Baro Bhuiyans (mười hai điền chủ), đã thống trị vùng đồng bằng Bengal. Sau đó, khu vực này thuộc quyền bá chủ của Đế chế Mughal, là tỉnh giàu có nhất của nó. Dưới thời các Mughals, Bengal Subah đã tạo ra 50% GDP của đế chế và 12% GDP của thế giới, chiếm ưu thế trên toàn cầu trong các ngành công nghiệp như sản xuất hàng dệt và đóng tàu, với thủ đô Dhaka có dân số trên một triệu người . Sự suy giảm dần của đế chế Mughal dẫn tới các tiểu bang gần như độc lập dưới các Nawabs của Bengal, tiếp theo các cuộc xâm lăng Maratha tại Bengal, và cuối cùng là cuộc chinh phục bởi Công ty Đông Ấn Anh.
Người Anh nắm quyền kiểm soát khu vực này từ cuối thế kỷ 18. Công ty củng cố sự chiếm giữ của họ trong khu vực sau trận Plassey năm 1757 và trận Buxar năm 1764 và năm 1793 đã kiểm soát hoàn toàn khu vực này. Sự cướp bóc của Bengal trực tiếp góp phần vào cuộc Cách mạng Công nghiệp ở Anh, với nguồn vốn thu được từ Bengal được đầu tư vào các ngành công nghiệp của Anh như sản xuất hàng dệt làm gia tăng rất nhiều sự giàu có của vương quốc Anh, đồng thời dẫn đến việc phi công nghiệp hóa và nạn đói ở Bengal. Kolkata (hay Calcutta) phục vụ trong nhiều năm như thủ đô của các lãnh thổ do Anh kiểm soát ở Ấn Độ. Sự tiếp xúc lâu dài với chính quyền Anh đã dẫn tới việc mở rộng giáo dục phương Tây, đạt được sự phát triển của khoa học, giáo dục thể chế, và cải cách xã hội trong khu vực, bao gồm cái gọi là sự phục hưng của người Bengal. Là ổ của phong trào độc lập Ấn Độ qua suốt đầu thế kỷ 20, Bengal bị chia rẽ trong giai đoạn độc lập của Ấn Độ năm 1947 dọc theo các đường dây tôn giáo thành hai thực thể riêng biệt: Tây Bengal - bang của Ấn Độ - và Đông Bengal - một phần của Lãnh thổ tự trị Pakistan (Dominion of Pakistan) mới thành lập sau đó trở thành quốc gia độc lập Bangladesh vào năm 1971.